# Woźniki
Woźniki (niem. Woischnik) – miasto w Polsce położone w województwie śląskim, w powiecie lublinieckim, siedziba władz gminy miejsko-wiejskiej Woźniki. Według danych opartych na badaniach GUS z 31 grudnia 2024, miasto miało 4100 mieszkańców.

## Geografia
Najwyższym wzniesieniem w granicach miasta jest Coglowa Góra 365 m n.p.m. Miasto leży na Wyżynie Wieluńsko-Woźnickiej (Próg Woźnicki i Obniżenie Liswarty i Prosny). Historycznie leży na Górnym Śląsku.
Według danych z 1 stycznia 2010 powierzchnia miasta wynosiła 71,74 km².
W latach 1975–1998 miasto administracyjnie należało do województwa częstochowskiego.
Od 2019 roku przez miasto przebiega autostrada A1.

## Sport
- Stadion miejski: 400 miejsc siedzących[7].
- W mieście znajduje się też pełnowymiarowa hala sportowa, w której organizowane są różnej maści turnieje klubowe lub charytatywne[8].

## Nazwa
W spisanym po łacinie dokumencie średniowiecznym Bolesława opolskiego z dnia 1 września 1310 miasto wymienione jest pod nazwą Wosnik.
Polską nazwę Woźniki w książce „Krótki rys jeografii Szląska dla nauki początkowej” wydanej w Głogówku w 1847 wymienił śląski pisarz Józef Lompa.

## Historia

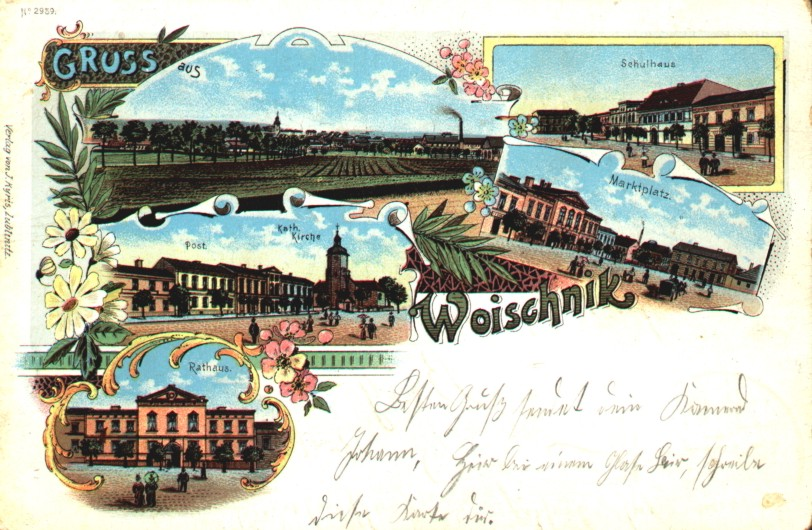
Pocztówka z Woźnik z 1902 r.

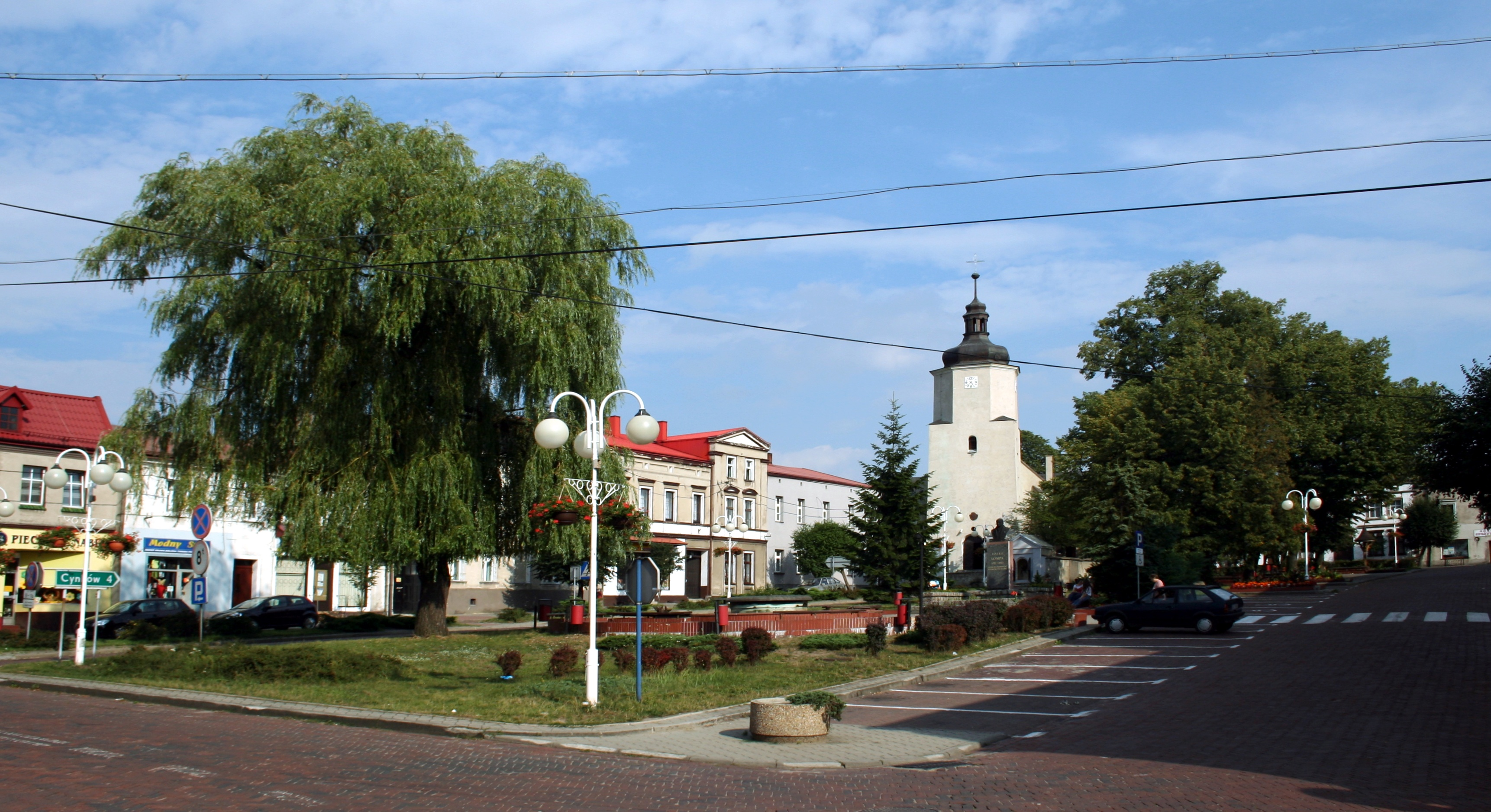
Rynek w Woźnikach

Pierwsza wzmianka o osadzie pochodzi z 1206, gdy biskup krakowski Fulko przekazał Opactwu św. Wincentego na Ołbinie pod Wrocławiem dziesięcinę ze wsi Voznici w diecezji krakowskiej. W 1241 po najeździe Mongołów zniszczony został gród na Górze Grojec, a tamtejsza ludność osiedliła się na terenie Woźnik. Po 1270 miejscowość otrzymała prawa targowe. W 1310 Woźniki zostają wymienione już jako miasto (civitas) z komorą celną. Fortalicjum w Woźnikach po raz pierwszy pojawia się w dokumencie Władysława II Opolczyka wydanym 17 lutego 1386, nadającym Marchuszowi zwanemu Jochsem, dziedzicowi z Marków, gródek (castrum sive fortalicium) koło Woźnik wraz z wójtostwem w mieście. W zamian nowy wójt miał służyć w wojsku książęcym. Pełne prawa miejskie potwierdzone zostały w dokumentach z 1386 W dniu 15 kwietnia 1412 książę Bernard niemodliński zatwierdził zakup gródka wraz z wójtostwem przez Święcha Wieszowskiego za kwotę 240 grzywien. Sześć lat później, 26 VI 1418, Święch odsprzedaje te dobra Wiczkowi z Kobyłczyc za 250 grzywien. W 1454 odnowione zostało nadanie praw miejskich po wcześniejszym zagrabieniu pieczęci i dokumentu lokacyjnego w czasie potyczki granicznej. Miasto w średniowieczu znajdowało się przy jednej z odnóg szlaku handlowego między Krakowem a Wrocławiem, prowadzącej ze Sławkowa do Poznania.
W XVI w. wybudowany został drewniany kościół pod wezwaniem św. Walentego (obecnie zabytek znajdujący się na szlaku architektury drewnianej). Z Woźnik pochodzi pierwsza polska księga miejska (1483–1598; polskie zapisy od 1521). Do XVIII w. miasto podlegało coraz silniejszemu uprzemysłowieniu, jak wiele sąsiednich miejscowości. Działały na jego terenie fryszerki i kuźnice. Po 1740 status Woźnik został zredukowany do „osady targowej”. W 1798 miasto zostało prawie całkowicie zniszczone w wyniku pożaru. W XIX w. jest obszarem działania Józefa Lompy, który na jego terenie założył bibliotekę publiczną. W drugiej połowie XIX w. Woźniki liczyły ok. 1500 mieszkańców i była to wówczas jedna z największych miejscowości w ziemi lublinieckiej. W 1858 odzyskało prawa miejskie. W XIX w. na obszarze miasta i sąsiednich gmin eksploatowane miały być pokłady węgla kamiennego i siarki, a na początku XX w. także cynku. Jednakże koncesje nie zostały wykorzystane ze względu na brak połączenia kolejowego. Jednym z głównych udziałowców miał być mieszkający w Świerklańcu Henckel von Donnersmarck.
Podczas II powstania śląskiego obszar ziemi woźnickiej określany był jako Republika Woźnicka. W plebiscycie górnośląskim 20 marca 1921 62% głosujących w mieście opowiedziało się za przyłączeniem do Polski, zaś 38% za pozostaniem w granicach Niemiec; w efekcie decyzją mocarstw Woźniki zostały przekazane Polsce. W 1932 miasto połączone zostało koleją z magistralą węglową prowadzącą do Gdyni. Połączenie to było czynne do lat 90. XX w., kiedy to odcinek Strzebiń-Woźniki został zlikwidowany.
Corocznie w mieście organizowany jest Woźnicki Festiwal Piosenki oraz Dni Ziemi Woźnickiej połączone z gminnymi dożynkami.

## Działalność społeczna

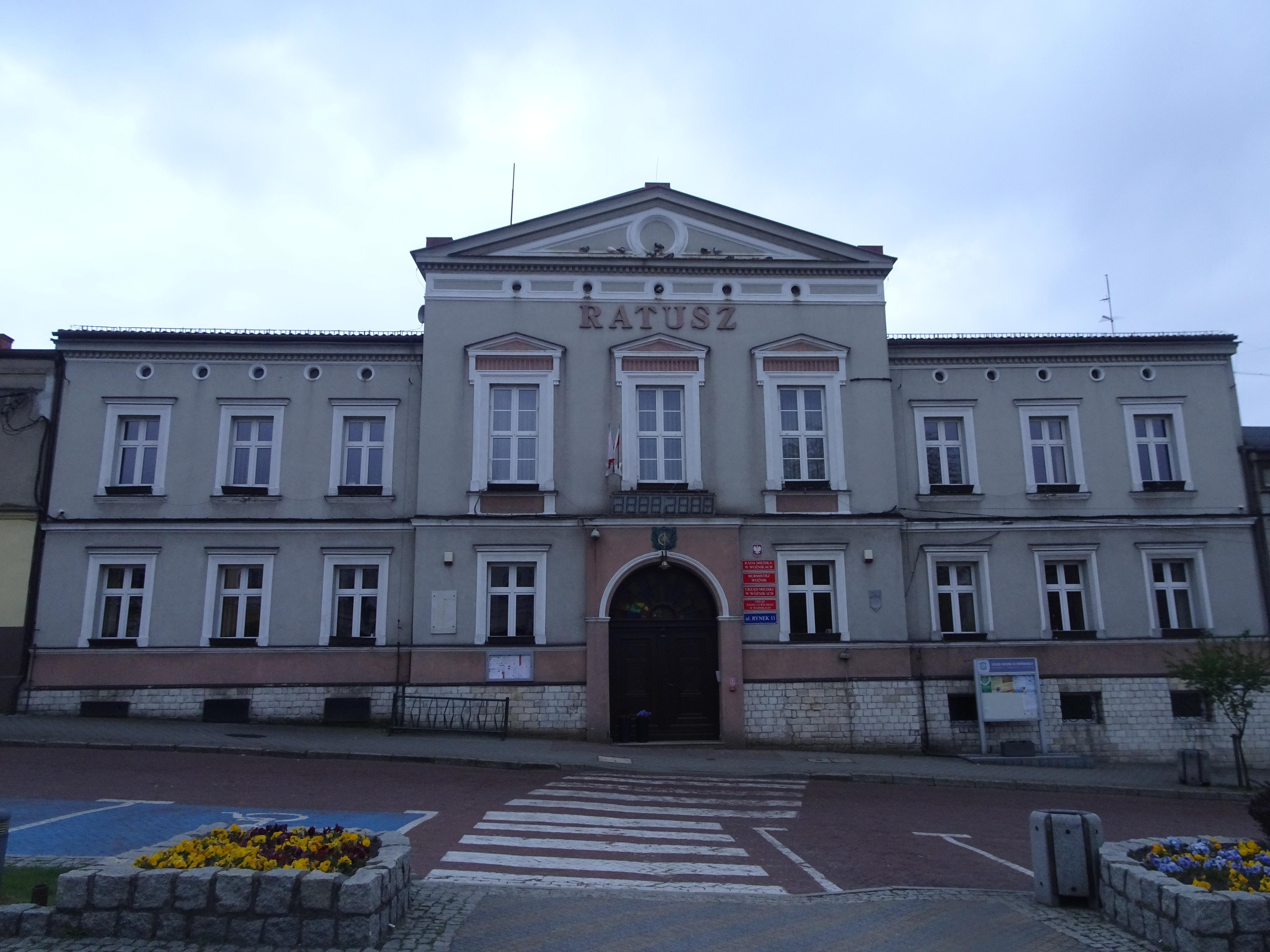
Ratusz wybudowany w latach 1858–1862

W 2015 roku powstało Stowarzyszenie Społeczno-Sportowe „Humane” z siedzibą przy ul. Rynek 5, które jest organizatorem wielu imprez charytatywnych na rzecz chorych dzieci. Stowarzyszenie organizuje turnieje sportowe w miejscowej hali, koncerty, jak i wyjazdy.

## Zabytki i pomniki miasta
- Układ urbanistyczny miasta.
- Kamienice na Rynku i w ulicach odchodzących od niego.
- Kościół św. Katarzyny – wzmianki o kościele pochodzą już 1346, był użytkowany przez protestantów w latach 1570–1628. Jest to budowla w stylu romańskim na planie krzyża, lecz wyposażenie kościoła nawiązuje do baroku.
- Kościół św. Walentego – drewniany, o konstrukcji zrębowej z wyposażeniem w stylu barokowym. Zbudowany w XVI w. w miejscu pierwotnego kościoła dla dawnej osady Woźniki. przy kościele znajduje się cmentarz m.in. z poległymi powstańcami śląskimi oraz grób Józefa Lompy.
- Ratusz miejski – budynek wybudowany w latach 1858–1862.
- Kaplica św. Floriana – wybudowana w 1772.
- Kaplica Góra Oliwna – zbudowana w 1910 z cegły na jednym ze wzgórz w pobliżu miasta.
- Kaplica św. Jana Nepomucena na Rynku.
- Zamczysko średniowieczne z XIV wieku w postaci pozostałości wałów i fos położonych około 1 km na południe od rynku, na wschodnim brzegu potoku Łana, na terenie zwanym Staromieście w pobliżu cmentarza z drewnianym kościółkiem św. Walentego. W miejscu tym wznosiła się w średniowieczu rezydencja rycerska typu motte.
- Pomnik Józefa Lompy.
- Pomnik 500-lecia odnowienia praw miejskich.
- Pomnik 3 Pułku Ułanów na wzgórzu Florianek z 1988.

## Wspólnoty wyznaniowe
- Kościół rzymskokatolicki:
  - parafia św. Katarzyny
- Świadkowie Jehowy:
  - zbór Woźniki (Sala Królestwa ul. Młyńska 22)[15]

## Miasta partnerskie
- Kravaře, Czechy[16]
- Lisková, Słowacja[16]